# Neoatractosoma herzegowinense
Neoatractosoma herzegowinense är en mångfotingart som beskrevs av Karl Wilhelm Verhoeff 1901. Neoatractosoma herzegowinense ingår i släktet Neoatractosoma och familjen Neoatractosomatidae. Inga underarter finns listade i Catalogue of Life.